# 벨링하우젠 전투
빌링하우젠 전투 혹은 벨링하우젠 전투(Vellinghausen)는 1761년 7월 15일과 16일에 벌어진 전투로 프랑스군과 브라운슈바이크 공작 페르디난트(Prince Ferdinand of Brunswick)가 지휘하는 프로이센, 하노버, 영국 연합군이 벌인 대규모 격전이다.
브로이 공작(Duc de Broglie) 원수와 수비즈 공(Prince de Soubise)이 지휘하는 프랑스 부대는 1761년 7월에 합류하여 주요 거점인 리프스타트(Lippstadt)에서 페르디난트 공작을 몰아내려 하였다. 프로이센, 하노버, 영국 연합군은 언덕을 따라 늘어섰다. 연합군의 좌익은 리페강(Lippe River 북쪽에 위치)에 자리를 잡았고, 중군은 아흐세 강(Ahse River)에서 적을 맞을 준비를 했다. 프랑스군은 7월 15일 진군을 개시하였다. 그리고 북쪽에 있던 브로이의 군대는 부트기나우(Wutginau)와 맞서 싸울 준비를 하였다. 그러나 그랜비(Granby) 휘하의 영국군은 부트기나우의 바로 남쪽에서 프랑스군을 견제하였다. 양측의 증원군은 저녁에 도착하였고 페르디난트는 우익의 병력을 빼내어 좌익을 보강하였다.
다음날 브로이는 동맹군의 좌익에 대하여 공격을 계속하였다. 브로이는 공격을 계속하면서 수비즈의 군대가 동맹군의 취약한 우익을 공격하리라고 기대하였다. 하지만 수비즈는 단지 우익에 대하여 소극적인 공세만을 가했을 뿐이다. 두 프랑스 사령관은 모두 같은 지위에 있었고, 이 때문에 수비즈로서는 브로이의 명령에 따라 작전을 수행하는 것이 달갑지 않았기 때문이다. 볼프(Wolff) 휘하의 동맹군 지원부대가 리페 강가에 도착하여 프랑스군의 측면을 공격하기 시작했다. 이로 인해 브로이의 공격은 붕괴되었고 프랑스군은 퇴각할 수밖에 없었다. 거의 정오가 다되었을 무렵, 프랑스군은 퇴각을 완료하였고 전투는 끝났다.

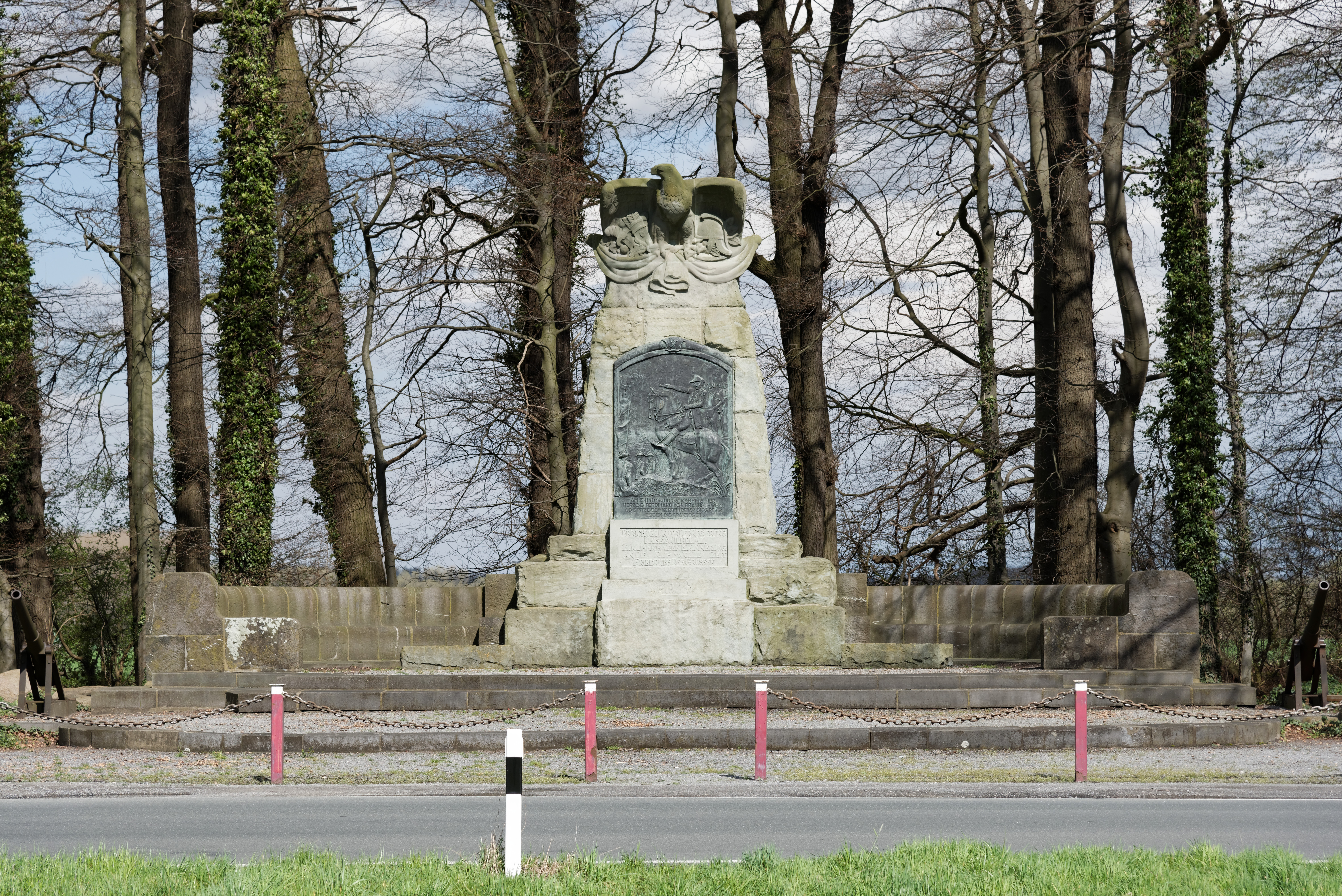
1912년에 건립된 벨링하우젠 전투 기념비

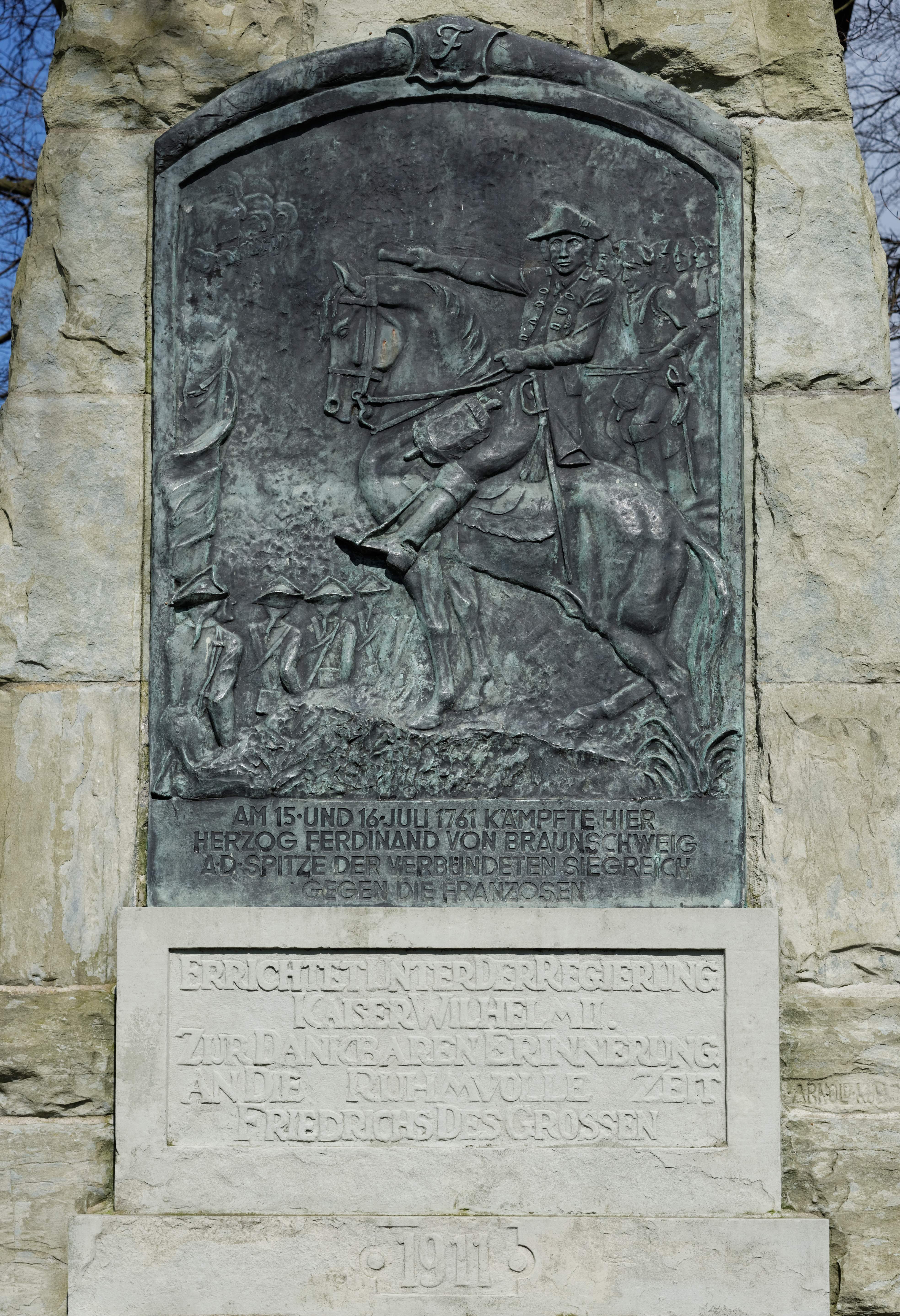
기념비의 상세한 모습

## 주목할 만한 장교 및 연대
프로이센-하노버-그레이트브리튼 측을 포함한 주목할 만한 장교 및 연대:
- 그랜비 후작 존 매너스대령, 제21 경 용기병 연대(왕립 포레스트)
- 콘웰리스 백작 2세 찰스 콘웰리스 (훗날 콘웰리스 후작 1세) 중령(명예진급), 제12 보병연대
- 타운센드 자작 4세 조지 타운센드 (훗날 타운센드 후작 1세) 소장, 혹은 제24 보병연대